# The False Bride
The False Bride è un cortometraggio muto del 1914 diretto da Harry Solter e prodotto dalla Victor Film Company. Di genere drammatico, la sceneggiatura è firmata da Leslie T. Peacocke. Gli interpreti erano Florence Lawrence, Matt Moore, Percy Standing (qui sotto il nome di Darrel), Joseph Singleton.

## Produzione
Il film fu prodotto dalla Victor Film Company.

## Distribuzione
Distribuito dall'Universal Film Manufacturing Company, il film - un cortometraggio in tre bobine - uscì nelle sale cinematografiche statunitensi il 30 gennaio 1914.